# Félix Balzer
Félix Balzer (1849-1929) est un éminent dermatologue français,.

## Biographie
Descendant d'une famille bretonne originaire du canton de Glaris en Suisse, Félix Blazer commence ses études médicales à Rennes puis les poursuit à Paris, peu avant la guerre franco-allemande de 1870. Il fait ensuite son internat puis travaille au laboratoire d'Anatomie pathologique de Jean-Martin Charcot avec Albert Gombault, son ami pour y préparer sa thèse qu'il passera en 1878.
En 1877, il devient le directeur du laboratoire, succédant à Grancher, et y fait des cours entre 1877 et 1879. Il obtient ensuite le poste de médecin de l'ambassade de France à Madrid, avant de revenir rapidement à Paris pour y poursuivre ses recherches.
En 1880, il est nommé par Jean-Alfred Fournier chef du laboratoire d'histologie de la faculté à l'hôpital Saint-Louis. Après cinq années à ce poste, il devient chef de service titulaire à l'hôpital de Lourcine puis à l'hôpital Ricord jusqu'en 1896.

## Publications
Il a publié :
- en 1878 : Broncho-pneumonie simulant la pneumonie franche avec convulsions chroniques et contractures[2].
- en 1881 : Recherches histologiques sur le favus et la tricophytie[2].
- en 1883 : Syphilides[2].
- en 1894 : Traité de thérapeutique des maladies vénériennes[1],[2].
- en 1909 : Maladies vénériennes[2].
- en 1912 : Blennoragie [2].

## Récompenses et sociétés savantes[1]
- Membre en 1908 puis vice-président en 1927 de l'Académie de médecine.
- Président de la Société médicale des hôpitaux.
- Président de la Société de dermatologie.
- Président de la Société de prophylaxie sanitaire et morale
- Président de la Société française de dermatologie et de syphiligraphie
- Membre de la Société de thérapeutique
- Membre de la Société de médecine comparée
- Membre des Sociétés de dermatologie et de syphiligraphie de Vienne
- Officier de la Légion d'honneur. Nommé chevalier en 1903 puis promu officier de la Légion d'honneur en 1921.